# 长叶点地梅
长叶点地梅（学名：Androsace longifolia），为报春花科点地梅属下的一个植物种。